# Dido
Elissa de Tiro, comumente conhecida como Dido, segundo a lenda, foi a primeira rainha de Cartago. Era filha de Matã I, rei de Tiro,[carece de fontes?] e irmã do também rei de Tiro Pigmalião (r. 814–803), que matou o primeiro marido de Dido, Siqueu, por cobiçar a sua riqueza.

## Biografia
Dido consegue fugir com alguns amigos e partidários, levando consigo as riquezas do marido. Chegando a Costa do Mediterrâneo, norte da África,  Dido resolve ficar e formar sua nova pátria. Ela negocia com o Rei Jarbas a compra de terras e ficou acertado que poderia comprar apenas a quantidade de terra que conseguisse cercar usando a pele de um único touro. O pedido é aceito e Dido logo manda cortar o couro de um touro em estreitas tiras com o qual cercou uma imensa área de forma circular onde construiu a cidade com o nome de Birsa (couro). Em torno dessa cidade começa a se formar outra, Cartago, que logo se torna próspera.
Esta história de fundação de Cartago ficou no folclore da Física com o nome de "Problema de Dido", que se pode enunciar como: "Dada uma curva de comprimento finito, qual é a forma que esta curva deve ter para que a sua área seja máxima?"
Eneias chega a Cartago com seus troianos depois de um naufrágio. Dido recebe-os muito bem, mostra-se muito hospitaleira já que ela mesma passara por um sofrimento parecido. Dido acaba se apaixonando por Eneias, que se mostra feliz ao ter a oportunidade de parar de uma vez por todas com suas aventurosas peregrinações, recebendo um reino e uma esposa. Passam-se meses e os dois vivem apaixonados. Eneias parece esquecido da Itália e do império que estava destinado a fundar em suas terras. Quando Júpiter vê essa situação, manda o mensageiro Mercúrio lembrá-lo de sua missão e ordenar que parta imediatamente. Dido, numa tentativa frustrada de convencê-lo a ficar, acaba se apunhalando e se jogando numa pira funerária.